# Lista laureaților Premiului Nobel pentru Chimie

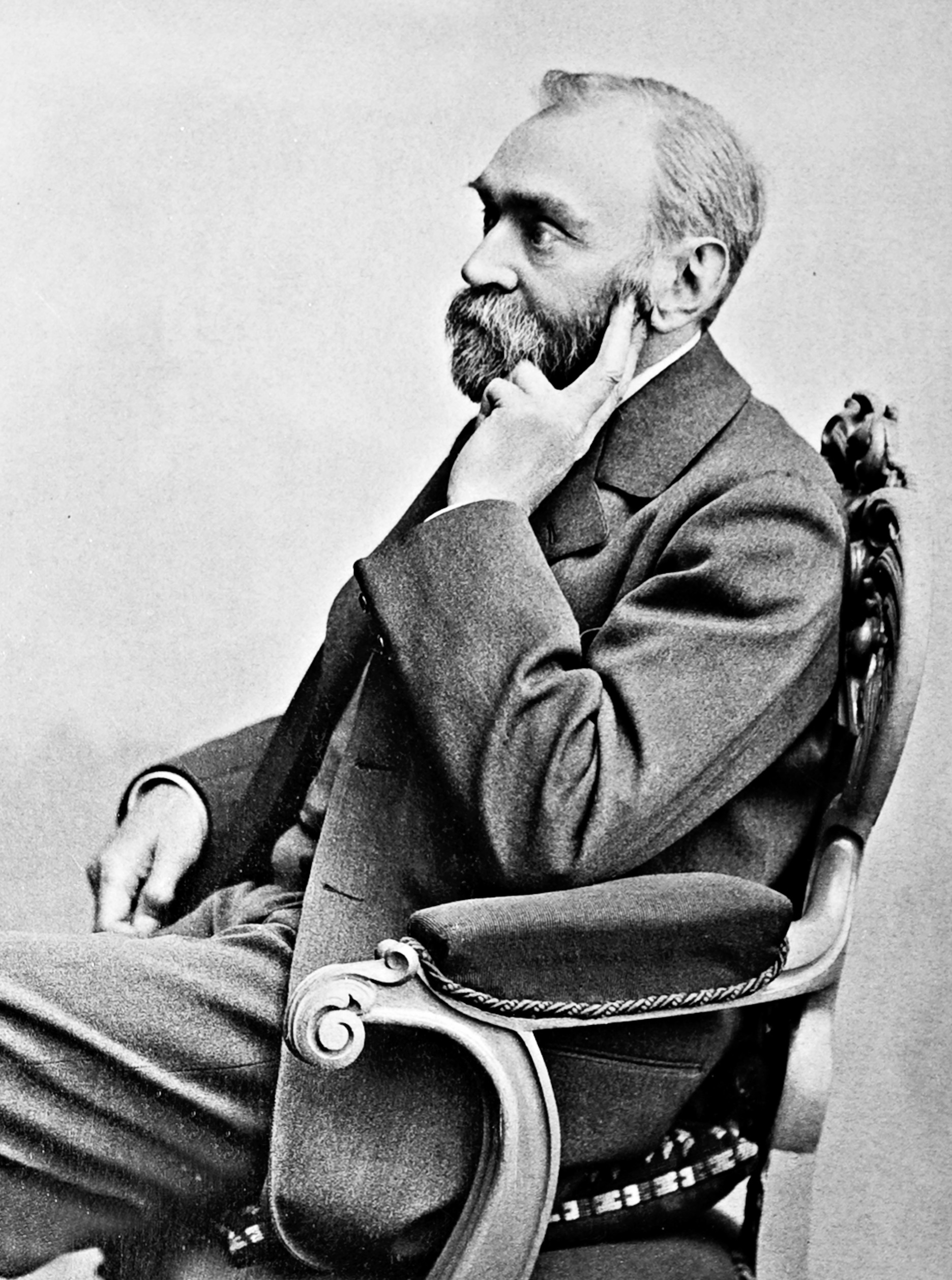
Premiul Nobel pentru chimie a fost stabilit în testamentul din 1895 al chimistului suedez Alfred Bernhard Nobel.

Premiul Nobel pentru Chimie (suedeză Nobelpriset i kemi) este acordat anual de Academia Regală de Științe a Suediei oamenilor de știință din diferitele domenii ale chimiei. Este unul dintre cele cinci Premii Nobel stabilite prin testamentul din 1895 al lui Alfred Nobel, care a murit în 1896. Aceste premii sunt acordate pentru contribuții remarcabile în chimie, fizică, literatură, pace și fiziologie sau medicină. După cum este dictat de testamentul Nobel, premiul este administrat de Fundația Nobel și acordat de Academia Regală Suedeză de Științe. Primul Premiu Nobel pentru chimie a fost acordat în 1901 lui Jacobus Henricus van 't Hoff, din Olanda. Fiecare beneficiar primește o medalie, o diplomă și un premiu monetar care a variat de-a lungul anilor. În 1901, van 't Hoff a primit 150.782 SEK, care este egal cu 7.731.004 SEK în decembrie 2007. Premiul este acordat la Stockholm la o ceremonie anuală din 10 decembrie, aniversarea morții lui Nobel.
Laureații Premiului Nobel pentru Chimie sunt următorii:
| - 2024 David Baker (Statele Unite ale Americii), Demis Hassabis (Regatul Unit al Marii Britanii și al Irlandei de Nord), John M. Jumper (Statele Unite ale Americii) / (Regatul Unit al Marii Britanii și al Irlandei de Nord) - 2023 Moungi Bawendi (Statele Unite ale Americii), Louis Brus (Statele Unite ale Americii), Alexei Ekimov (Statele Unite ale Americii) - 2022 Carolyn R. Bertozzi (Statele Unite ale Americii), Morten Meldal (Danemarca), Karl Barry Sharpless (Statele Unite ale Americii) - 2021 Benjamin List (Germania), David MacMillan (Statele Unite ale Americii) - 2020 Emmanuelle Charpentier (Franța), Jennifer A. Doudna (Statele Unite ale Americii) - 2019 John B. Goodenough (Statele Unite ale Americii), M. Stanley Whittingham (Statele Unite ale Americii), Akira Yoshino (Japonia) - 2018 Frances H. Arnold (Statele Unite ale Americii), George P. Smith (Statele Unite ale Americii), Gregory P. Winter (Regatul Unit al Marii Britanii și al Irlandei de Nord) - 2017 Jacques Dubochet (Elveția), Joachim Frank (SUA), Richard Henderson (UK) - 2016 Jean-Pierre Sauvage (Franța), James Fraser Stoddart (SUA), Bernard Lucas Feringa (Olanda) - 2015 Tomas Lindahl (Regatul Unit al Marii Britanii și al Irlandei de Nord), Paul Modrich (SUA), Aziz Sancar (SUA) - 2014 Eric Betzig (SUA), Stefan W. Hell (Germania), William E. Moerner (SUA) - 2011 Daniel Shechtman (Israel) - 2010 Richard F. Heck (Statele Unite ale Americii), Ei-ichi Negishi, (Japonia), Akira Suzuki, (Japonia) - 2009 Venkatraman Ramakrishnan (Regatul Unit), Thomas A. Steitz (Statele Unite ale Americii), Ada E. Yonath (Israel) - 2008 Osamu Shimomura (Statele Unite ale Americii), Martin Chalfie (Statele Unite ale Americii), Roger Tsien (Statele Unite ale Americii) - 2007 Gerhard Ertl (Germania) - 2006 Roger D. Kornberg (Statele Unite ale Americii) - 2005 Robert Grubbs (Statele Unite ale Americii), Richard Schrock (Statele Unite ale Americii), Yves Chauvin (Statele Unite ale Americii) - 2004 Aaron Ciechanover, Avram Hershko, Irwin Rose - 2003 Peter Agre, Roderick MacKinnon - 2002 John B. Fenn, Koichi Tanaka, Kurt Wüthrich - 2001 William S. Knowles, Ryoji Noyori, K. Barry Sharpless - 2000 Alan Heeger, Alan G. MacDiarmid, Hideki Shirakawa - 1999 Ahmed Zewail - 1998 Walter Kohn, John Pople - 1997 Paul D. Boyer, John E. Walker, Jens C. Skou - 1996 Robert F. Curl Jr., Sir Harold Kroto, Richard E. Smalley - 1995 Paul J. Crutzen, Mario J. Molina, F. Sherwood Rowland - 1994 George A. Olah - 1993 Kary B. Mullis, Michael Smith - 1992 Rudolph A. Marcus - 1991 Richard R. Ernst - 1990 Elias James Corey - 1989 Sidney Altman, Thomas R. Cech - 1988 Johann Deisenhofer, Robert Huber, Hartmut Michel - 1987 Donald J. Cram, Jean-Marie Lehn, Charles J. Pedersen - 1986 Dudley R. Herschbach, Yuan T. Lee, John C. Polanyi - 1985 Herbert A. Hauptman, Jerome Karle - 1984 Bruce Merrifield - 1983 Henry Taube - 1982 Aaron Klug - 1981 Kenichi Fukui, Roald Hoffmann - 1980 Paul Berg, Walter Gilbert, Frederick Sanger - 1979 Herbert C. Brown, Georg Wittig - 1978 Peter Mitchell - 1977 Ilya Prigogine - 1976 William Lipscomb - 1975 John Cornforth, Vladimir Prelog - 1974 Paul J. Flory - 1973 Ernst Otto Fischer, Geoffrey Wilkinson - 1972 Christian Anfinsen, Stanford Moore, William H. Stein | - 1971 Gerhard Herzberg - 1970 Luis Leloir - 1969 Derek Barton, Odd Hassel - 1968 Lars Onsager - 1967 Manfred Eigen, Ronald G.W. Norrish, George Porter - 1966 Robert S. Mulliken - 1965 Robert B. Woodward - 1964 Dorothy Crowfoot Hodgkin - 1963 Karl Ziegler, Giulio Natta - 1962 Max F. Perutz, John C. Kendrew - 1961 Melvin Calvin* 1960 Willard F. Libby - 1959 Jaroslav Heyrovsky - 1958 Frederick Sanger - 1957 Sir Alexander Todd - 1956 Sir Cyril Hinshelwood, Nikolay Semenov - 1955 Vincent du Vigneaud - 1954 Linus Pauling - 1953 Hermann Staudinger - 1952 Archer J.P. Martin, Richard L.M. Synge - 1951 Edwin M. McMillan, Glenn T. Seaborg - 1950 Otto Diels, Kurt Alder - 1949 William F. Giauque - 1948 Arne Tiselius - 1947 Sir Robert Robinson - 1946 James B. Sumner, John H. Northrop, Wendell M. Stanley - 1945 Artturi Virtanen - 1944 Otto Hahn - 1943 George de Hevesy - 1942 Premiul Nobel nu a fost decernat în acest an. Banii au fost alocați 1/3 Fondului Principal și 2/3 Fondului Special pentru această secțiune a premiului. - 1941 Premiul Nobel nu a fost decernat în acest an. Banii au fost alocați 1/3 Fondului Principal și 2/3 Fondului Special pentru această secțiune a premiului. - 1940 Premiul Nobel nu a fost decernat în acest an. Banii au fost alocați 1/3 Fondului Principal și 2/3 Fondului Special pentru această secțiune a premiului. - 1939 Adolf Butenandt, Leopold Ruzicka - 1938 Richard Kuhn - 1937 Norman Haworth, Paul Karrer - 1936 Peter Debye - 1935 Frédéric Joliot, Irène Joliot-Curie - 1934 Harold C. Urey - 1933 Premiul Nobel nu a fost decernat în acest an. Banii au fost alocați 1/3 Fondului Principal și 2/3 Fondului Special pentru această secțiune a premiului. - 1932 Irving Langmuir - 1931 Carl Bosch, Friedrich Bergius - 1930 Hans Fischer - 1929 Arthur Harden, Hans von Euler-Chelpin - 1928 Adolf Windaus - 1927 Heinrich Wieland - 1926 The Svedberg - 1925 Richard Zsigmondy - 1924 Premiul Nobel nu a fost decernat în acest an. Banii au fost alocați Fondului Special pentru această secțiune a premiului. - 1923 Fritz Pregl - 1922 Francis W. Aston - 1921 Frederick Soddy - 1920 Walther Nernst - 1919 Premiul Nobel nu a fost decernat în acest an. Banii au fost alocați Fondului Special pentru această secțiune a premiului. - 1918 Fritz Haber - 1917 Premiul Nobel nu a fost decernat în acest an. Banii au fost alocați Fondului Special pentru această secțiune a premiului. - 1916 Premiul Nobel nu a fost decernat în acest an. Banii au fost alocați Fondului Special pentru această secțiune a premiului. - 1915 Richard Willstätter - 1914 Theodore W. Richards - 1913 Alfred Werner - 1912 Victor Grignard, Paul Sabatier - 1911 Marie Curie - 1910 Otto Wallach - 1909 Wilhelm Ostwald - 1908 Ernest Rutherford - 1907 Eduard Buchner - 1906 Henri Moissan - 1905 Adolf von Baeyer - 1904 Sir William Ramsay - 1903 Svante Arrhenius - 1902 Emil Fischer - 1901 Jacobus H. van 't Hoff |